# Distrito de Cahors
El distrito de Cahors es un distrito (en francés arrondissement) de Francia, que se localiza en el departamento de Lot, de la región de Mediodía-Pirineos (en francés Midi-Pyrénées). Cuenta con 13 cantones y 135 comunas.

## División territorial

### Cantones
Los cantones del distrito de Cahors son:
1. Cantón de Cahors-Nord-Est
2. Cantón de Cahors-Nord-Ouest
3. Cantón de Cahors-Sud
4. Cantón de Castelnau-Montratier
5. Cantón de Catus
6. Cantón de Cazals
7. Cantón de Lalbenque
8. Cantón de Lauzès
9. Cantón de Limogne-en-Quercy
10. Cantón de Luzech
11. Cantón de Montcuq
12. Cantón de Puy-l'Évêque
13. Cantón de Saint-Géry

### Comunas
| 1. Albas (46001)                  | 2. Anglars-Juillac (46005)            | 3. Arcambal (46007)                 | 4. Les Arques (46008)                 |
| 5. Aujols (46010)                 | 6. Bach (46013)                       | 7. Bagat-en-Quercy (46014)          | 8. Beauregard (46020)                 |
| 9. Belfort-du-Quercy (46023)      | 10. Belmont-Sainte-Foi (46026)        | 11. Belmontet (46025)               | 12. Berganty (46027)                  |
| 13. Blars (46031)                 | 14. Boissières (46032)                | 15. Le Boulvé (46033)               | 16. Bouziès (46037)                   |
| 17. Bélaye (46022)                | 18. Cabrerets (46040)                 | 19. Cahors (46042)                  | 20. Caillac (46044)                   |
| 21. Calamane (46046)              | 22. Calvignac (46049)                 | 23. Cambayrac (46050)               | 24. Carnac-Rouffiac (46060)           |
| 25. Cassagnes (46061)             | 26. Castelfranc (46062)               | 27. Castelnau-Montratier (46063)    | 28. Catus (46064)                     |
| 29. Cazals (46066)                | 30. Cieurac (46070)                   | 31. Concots (46073)                 | 32. Cours (46077)                     |
| 33. Cras (46079)                  | 34. Crayssac (46080)                  | 35. Cremps (46082)                  | 36. Crégols (46081)                   |
| 37. Cénevières (46068)            | 38. Cézac (46069)                     | 39. Douelle (46088)                 | 40. Duravel (46089)                   |
| 41. Escamps (46091)               | 42. Esclauzels (46092)                | 43. Espère (46095)                  | 44. Fargues (46099)                   |
| 45. Flaugnac (46103)              | 46. Flaujac-Poujols (46105)           | 47. Floressas (46107)               | 48. Fontanes (46109)                  |
| 49. Francoulès (46112)            | 50. Frayssinet-le-Gélat (46114)       | 51. Gigouzac (46119)                | 52. Gindou (46120)                    |
| 53. Goujounac (46126)             | 54. Grézels (46130)                   | 55. Les Junies (46134)              | 56. Labastide-Marnhac (46137)         |
| 57. Labastide-du-Vert (46136)     | 58. Laburgade (46140)                 | 59. Lacapelle-Cabanac (46142)       | 60. Lagardelle (46147)                |
| 61. Lalbenque (46148)             | 62. Lamagdelaine (46149)              | 63. Laramière (46154)               | 64. Laroque-des-Arcs (46156)          |
| 65. Lascabanes (46158)            | 66. Lauzès (46162)                    | 67. Lebreil (46166)                 | 68. Lentillac-du-Causse (46167)       |
| 69. Lherm (46171)                 | 70. Lhospitalet (46172)               | 71. Limogne-en-Quercy (46173)       | 72. Lugagnac (46179)                  |
| 73. Luzech (46182)                | 74. Marminiac (46184)                 | 75. Mauroux (46187)                 | 76. Maxou (46188)                     |
| 77. Mechmont (46190)              | 78. Mercuès (46191)                   | 79. Le Montat (46197)               | 80. Montcabrier (46199)               |
| 81. Montcléra (46200)             | 82. Montcuq (46201)                   | 83. Montdoumerc (46202)             | 84. Montgesty (46205)                 |
| 85. Montlauzun (46206)            | 86. Nadillac (46210)                  | 87. Nuzéjouls (46211)               | 88. Orniac (46212)                    |
| 89. Parnac (46214)                | 90. Pern (46217)                      | 91. Pescadoires (46218)             | 92. Pomarède (46222)                  |
| 93. Pontcirq (46223)              | 94. Pradines (46224)                  | 95. Prayssac (46225)                | 96. Promilhanes (46227)               |
| 97. Puy-l'Évêque (46231)          | 98. Sabadel-Lauzès (46245)            | 99. Saillac (46247)                 | 100. Saint-Caprais (46250)            |
| 101. Saint-Cernin (46252)         | 102. Saint-Cirq-Lapopie (46256)       | 103. Saint-Cyprien (46262)          | 104. Saint-Daunès (46263)             |
| 105. Saint-Denis-Catus (46264)    | 106. Saint-Géry (46268)               | 107. Saint-Laurent-Lolmie (46274)   | 108. Saint-Martin-Labouval (46276)    |
| 109. Saint-Martin-de-Vers (46275) | 110. Saint-Martin-le-Redon (46277)    | 111. Saint-Matré (46278)            | 112. Saint-Médard (46280)             |
| 113. Saint-Pantaléon (46285)      | 114. Saint-Paul-de-Loubressac (46287) | 115. Saint-Pierre-Lafeuille (46340) | 116. Saint-Vincent-Rive-d'Olt (46296) |
| 117. Sainte-Alauzie (46248)       | 118. Sainte-Croix (46261)             | 119. Sauliac-sur-Célé (46299)       | 120. Saux (46300)                     |
| 121. Sauzet (46301)               | 122. Soturac (46307)                  | 123. Sénaillac-Lauzès (46303)       | 124. Sérignac (46305)                 |
| 125. Tour-de-Faure (46320)        | 126. Touzac (46321)                   | 127. Trespoux-Rassiels (46322)      | 128. Valprionde (46326)               |
| 129. Valroufié (46327)            | 130. Varaire (46328)                  | 131. Vaylats (46329)                | 132. Vers (46331)                     |
| 133. Vidaillac (46333)            | 134. Villesèque (46335)               | 135. Vire-sur-Lot (46336)           |                                       |